# Montagne Brulée
Die Montagne Brulée (Monte Brulée, dt.: „Verbrannter Berg“, auch: Castle Peak, Piton de Lebouli) ist ein Berg der Seychellen. Er befindet sich auf der Hauptinsel Mahé.

## Geographie
Der Berg liegt im Süden der Insel Mahé. An seinem Gipfel befindet sich der Grenzpunkt der Distrikte Anse Boileau, Au Cap und Anse Royale im Süden. Seine Höhe wird sehr unterschiedlich mit  555 m, 501 m oder 469 m angegeben. Er ist eine wichtige Landmarke in der Region und überblickt Anse Boileau im Westen und La Plaine St. Andre (Pointe au Sel) im Osten. Er ist von tropischem Regenwald bedeckt.